# Ghiacciaio Whisky
Il ghiacciaio Whisky è un ripido ghiacciaio lungo circa 16 km situato sull'isola di James Ross, davanti alla costa orientale della penisola Trinity, l'estremità settentrionale della Terra di Graham, in Antartide. Il ghiacciaio si trova in particolare sulla costa settentrionale dell'isola, dove scorre verso nord-ovest, scorrendo tra i nunatak Seacatch, a sud, e il duomo Davies, a nord, fino a entrare nell'omonima baia Whisky.

## Storia
Così come l'intera isola di James Ross, il ghiacciaio Whisky è stato cartografato per la prima volta nel corso della Spedizione Antartica Svedese, condotta dal 1901 al 1904 al comando di Otto Nordenskjöld, tuttavia, in seguito alle ricognizioni effettuate in quest'area nel 1958-61 dal British Antarctic Survey, allora chiamato "Falklands Islands Dependencies Survey", esso è stato così battezzato dal Comitato britannico per i toponimi antartici nel 2006 in associazione con la già citata baia Whisky, la quale nel 1983 fu chiamata come il famoso distillato in associazione con la vicina baia Brandy.